# جرج باکس
جورج باکس (انگلیسی: George E. P. Box؛ ۱۸ اکتبر ۱۹۱۹ – ۲۸ مارس ۲۰۱۳) یک آماردان در زمینه طراحی آزمایش، آمار بیزی، و سری زمانی اهل بریتانیا بود.
وی همچنین برنده جوایزی همچون کمک هزینه گوگنهایم شده است.